# سندرم رامسی هانت نوع دو

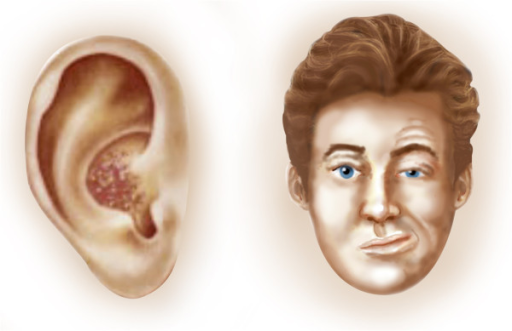
سندرم رامسی هانت

سندرم رامسی هانت نوع دو (به لاتین:herpes zoster oticus) نام بیماری است که به علت بازفعال شدن ویروس ویروس واریسلا زوستر در گانگلیون خم شده یک مجموعه سلول در عصب صورت است.
سندرم رامسی هانت نوع دو معمولاً با علایمی چون ناتوانی در حرکت هیچ‌یک از ماهیچه‌های صورت، درد در گوش، ناتوانی درک مزه در جلوی زبان، خشکی چشمان و دهان و تاول پوستی همراه می‌باشد.

## نشانه‌ها
نشانه های این بیماری شامل فلج عصب صورتی، درد در گوش، ناتوانی درک مزه در جلوی زبان، خشکی چشمان و دهان و تاول پوستی در زبان یا سخت‌کام همراه می‌باشد.